# Longitud de la clave
En criptografía, la longitud de la clave o intensidad de cifrado es una medida del número de claves posibles que pueden usarse en un cifrador. Debido a que en la criptografía moderna se usan claves formadas por una secuencia de dígitos binarios, la longitud se especifica normalmente en bits. La longitud de la clave es crítica para determinar la susceptibilidad de un cifrador frente a un ataque de búsqueda exhaustivo.

## Importancia
Las claves se usan para controlar la operación de un cifrador de manera tal que sólo la clave correcta pueda transformar el texto cifrado a texto plano. Muchos cifradores están basados en algoritmos conocidos públicamente o que son de código abierto, de manera que la seguridad del sistema depende exclusivamente de la clave, asumiendo que un ataque analítico no es posible (es decir, que no hay ninguna 'debilidad estructural' en los algoritmos o protocolos en juego) y asumiendo que la clave no está disponible (por medio de hurto, extorsión o compromiso de sistemas de computación). La noción aceptada globalmente de que la seguridad de un sistema debe depender sólo de la clave fue formulada de manera explícita por Auguste Kerckhoffs (en la década de 1880) y por Claude Shannon (en la década de 1940). Estas declaraciones se conocen como principio de Kerckhoffs y Máxima de Shannon respectivamente. 
Una clave debe ser de esta manera lo suficientemente grande como para que un ataque de fuerza bruta (posible contra cualquier algoritmo de cifrado) sea imposible –es decir, que lleve demasiado tiempo ejecutarlo. El trabajo de Shannon sobre teoría de la información demostró que, para alcanzar el secreto perfecto, es necesario que la longitud de la clave sea por lo menos tan grande como el mensaje que se transmite. A la luz de este resultado y la dificultad práctica de manejar una clave tan grande, las prácticas criptográficas modernas han descartado el concepto de secreto perfecto como requerimiento para el cifrado y se focaliza en seguridad computacional. Bajo esta definición, los requerimientos computacionales para romper un texto cifrado deben ser imposibles para un atacante.
Los números preferidos que se usan comúnmente como longitudes de claves (en bits) son potencias de dos, potencialmente multiplicadas por un entero impar pequeño.

## Ataque de fuerza bruta
Incluso en el caso de que un cifrador sea irrompible mediante el aprovechamiento de debilidades estructurales del algoritmo, siempre es posible recorrer el espacio de claves (es decir, probar todas las claves posibles), ataque que se conoce como de fuerza bruta. Dado que cuanto más larga sea la clave, más trabajo se requerirá para probarlas en su totalidad, una clave con una longitud lo suficientemente larga requerirá más trabajo del que es posible realizar. De esta manera, la longitud de la clave es importante para hacer que este tipo de ataque sea poco práctico.
Con una clave de longitud de n bits, hay 2n claves posibles. Este valor crece muy rápidamente a medida que n aumenta. La ley de Moore sugiere que el poder de cómputo se duplica cada unos 18 meses, pero incluso con esta ley de aumento, las longitudes de claves que hoy en día se consideran aceptables hacen que este ataque no sea práctico. La cantidad de operaciones que se requiere para probar todas las claves posibles de 128 bits (2128) está fuera del alcance de la capacidad de cómputo por bastante tiempo.
- Datos: Q1557574